# Ловжеозеро
Ловжеозеро — озеро на территории Идельского сельского поселения Сегежского района Республики Карелии.

## Общие сведения
Площадь озера — 1,1 км², площадь водосборного бассейна — 95,7 км². Располагается на высоте 106,0 метров над уровнем моря.
Форма озера продолговатая: оно вытянуто с северо-запада на юго-восток. Берега преимущественно заболоченные.
Через озеро протекает река Енга, впадающая в реку Нижний Выг.
Код объекта в государственном водном реестре — 02020001311102000008531.